# Vlag van Vielsalm
De vlag van Vielsalm is op onbekende datum bij raadsbesluit vastgesteld als de vlag van de gemeente Vielsalm in de Belgische provincie Luxemburg. De vlag kan als volgt worden beschreven:
Wit met twee rode zalmen aangeklampt.
De vlag is volledig gebaseerd op het gemeentewapen en ziet er dus helemaal hetzelfde uit.